# 8 Bold Souls
8 Bold Souls  ist ein US-amerikanisches Jazz-Oktett des Modern Creative bzw. Avantgarde Jazz.
Das Oktett 8 Bold Souls wurde von dem Saxophonisten Edward Wilkerson, einem ehemaligen Mitglied des Ethnic Heritage Ensembles, in den 1980er Jahren mit anderen Musikern der Association for the Advancement of Creative Musicians (AACM) gegründet. In den Arrangements der gespielten Kompositionen werden vor allem die tiefen Lagen des Bläsersatzes bevorzugt; Hauptsolist ist der Tubist Aaron Dodd bzw. seit 1997 Gerald Powell.  Im Spiel des Oktetts wechseln stark orchestrierte und strukturierte Partien mit sehr frei improvisierten Passagen ab. Der Stil von 8 Bold Souls erinnert stark an die Bands von Henry Threadgill. Die Cellistin Naomi Millender starb im Oktober 2018.

## Diskographie (Auswahl)
- 8 Bold Souls (Open Minds, 1986)
- Sideshow (Arabesque, 1991)
- Antfarm (Arabesque, 1994)
- Last Option (Thrill Jockey, 1999)